# Carobbiite
La carobbiite est un minéral rare de la classe des halogénures. Il est nommé d'après le professeur Guido Carobbi (1900–1983), géologue italien.

## Caractéristiques
La carobbiite est un halogénure de formule chimique KF. Elle cristallise dans le système cubique. On la trouve sous forme de cristaux cubiques qui se croisent avec d'autres minéraux. Sa dureté sur l'échelle de Mohs est comprise entre 2 et 2,5.

## Classification
Selon la classification de Nickel-Strunz, la carobbiite appartient à "03.AA - Halogénures simples, sans H2O, avec rapport M:X = 1:1, 2:3, 3:5, etc.", avec les minéraux suivants : marshite, miersite, nantokite, UM1999-11:I:CuS, tocornalite, iodargyrite, bromargyrite, chlorargyrite, gricéite, halite, sylvine, villiaumite, salmiac, UM1998-03-Cl:Tl, lafossaïte, calomel, kuzminite, moschelite, neighborite, chlorocalcite, kolarite, radhakrishnaïte, challacolloïte et héphaïstosite.

## Formation et gisements
On la trouve en stalactites dans les cavités de la lave. Elle est habituellement associée à d'autres minéraux tels que la mercallite, la misénite et la hiératite. Elle fut découverte en 1956 sur le Vésuve, dans la Province de Naples (Campanie, Italie). Elle a également été décrite à Usu-zan, dans la province d'Iburi (Hokkaido, Japon).